# Часовня Александра Невского (Ярославль)
Часо́вня Алекса́ндра Не́вского (полное название: Часовня Успенского собора в память 17 октября 1888 года во имя святых Александра Невского, Марии Магдалины, Николая Чудотворца, великомученика Георгия, Михаила Архангела, преподобной Ксении, княгини Ольги) — православная часовня в Ярославле. Построена в 1889—1892 годах на Мытном дворе по проекту архитектора Николая Поздеева на месте часовни 1820-х годов.

## История
В октябре 1888 года на Ильинской площади состоялся торжественный молебен в благодарность Господу за чудесное спасении семьи Александра III при крушении поезда 17 октября 1888 года. После молебна «торговцы всех торговых рядов города Ярославля, движимые чувством беспредельной и пламенной любви к помазаннику Божию, единогласно и единодушно постановили… на доброхотно собранный капитал соорудить святую икону, которую и поставить в часовне Мытного двора с тем, чтобы перед иконою теплилась неугасимая лампада и чтоб ежегодно в памятный для России день 17 октября в часовне этой совершалось благодарственное молебствие». Созданная для осуществления этого намерения комиссия осмотрела часовню и нашла, что она «по крайней ветхости своей, слишком малого размера, по неудовлетворительному наружному виду и внутренней отделке совершенно не благоприятствует нахождению в ней иконы, на совершение в ней молебствий. А потому, и принимая во внимание, что собранный капитал далеко превосходит сумму, потребную на приобретение иконы, предложила существующую старую часовню сломать и устроить на этом же месте новую».
Проектирование часовни было поручено губернскому архитектору Николаю Поздееву, комитет по её строительству возглавил городской голова Иван Николаевич Соболев. Большую часть расходов взял на себя, будучи тяжело больным, купец К. М. Огнянов.

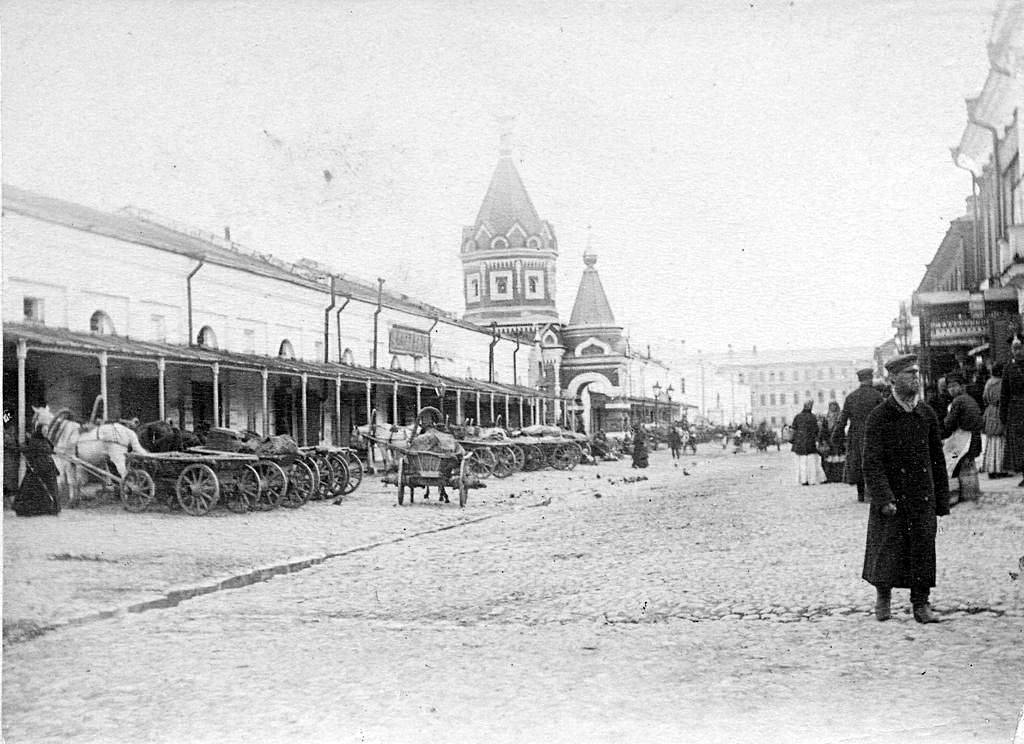
Мытный двор и часовня в 1890-х годах

Церемония закладки проводилась днём 17 октября 1889 года духовенством Успенского собора, с крестным ходом, в присутствии городских властей. Первый камень положил от имени купца его сын Михаил. Сам купец коленопреклонённо молился у окна на втором этаже своей лавки, через которое было видно всё торжество закладки на площадке, и очень плакал, особенно когда протодиакон возгласил ему, хозяину, «многая лета». Не мог он успокоиться и позже, когда после закладки стали приходить к нему поздравлять и желать выздоровления, — всё продолжал плакать.
Резной дубовый иконостас для часовни был выполнен по рисунку Н. И. Поздеева, иконы для него заказали палехскому мастеру Фёдору Галанову.
В 1892 году часовня была торжественно освящена в честь небесных покровителей членов царской семьи: князя Александра Невского, Марии Магдалины, Николая Чудотворца, Георгия Победоносца, Архистратига Михаила, преподобной Ксении и княгини Ольги.
В дальнейшем ежегодно 17 октября к часовне подходил крестный ход из Успенского собора с образом Николая Чудотворца из Николо-Бабаевского монастыря.
В 1918 году после захвата города коммунистами часовня была закрыта. Позже было разобрано крыльцо. В советское время в часовне находились магазин «Пчеловодство», мастерская химчистки и крашения, в конце 1980-х годов выставочный зал Ярославского художественного музея. В 1982—1984 годах была проведена реконструкция, в ходе которой крыльцо восстановлено в прежних формах.
В настоящее время часовня принадлежит Толгскому монастырю. В июне-сентябре 2002 года её интерьер был расписан бригадой мастеров школы «Ярославская икона», а 6 декабря владыка Кирилл освятил её.

## Описание памятника
Часовня представляет собой шатровый храм по типу «восьмерик на четверике», обладающий одной апсидой, верхняя часть которой украшена декоративной главкой. Западное крыльцо часовни оканчивается шатровым крыльцом.
Стиль архитектуры часовни является классическим русским и напоминает собой невысокую шатровую колокольню, богато украшенную кирпичным декором, характерным для русской архитектуры конца XVII столетия. Шатёр покрыт серой керамической плиткой, имитирующей древний лемех.

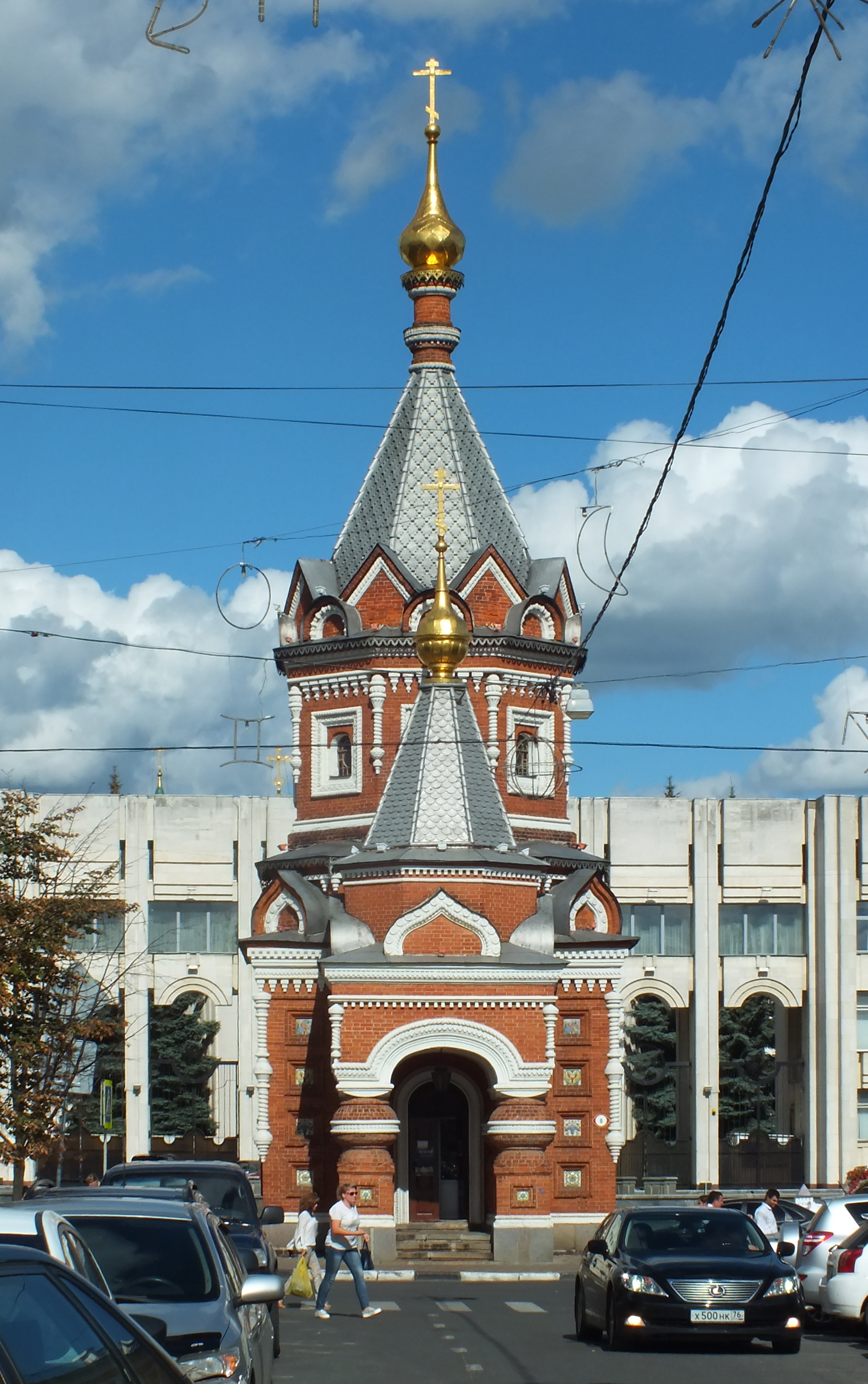
Вид с Депутатской улицы
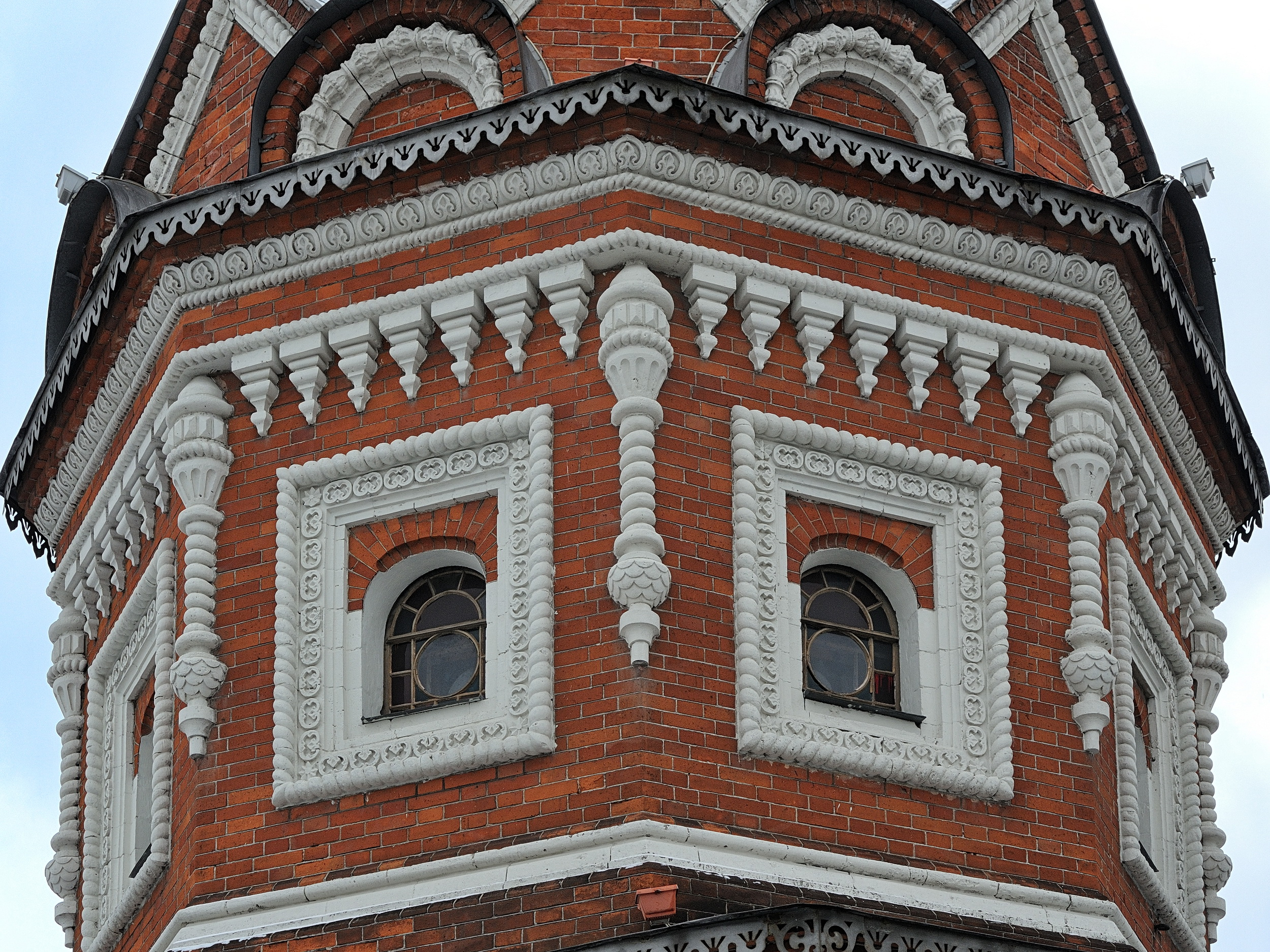
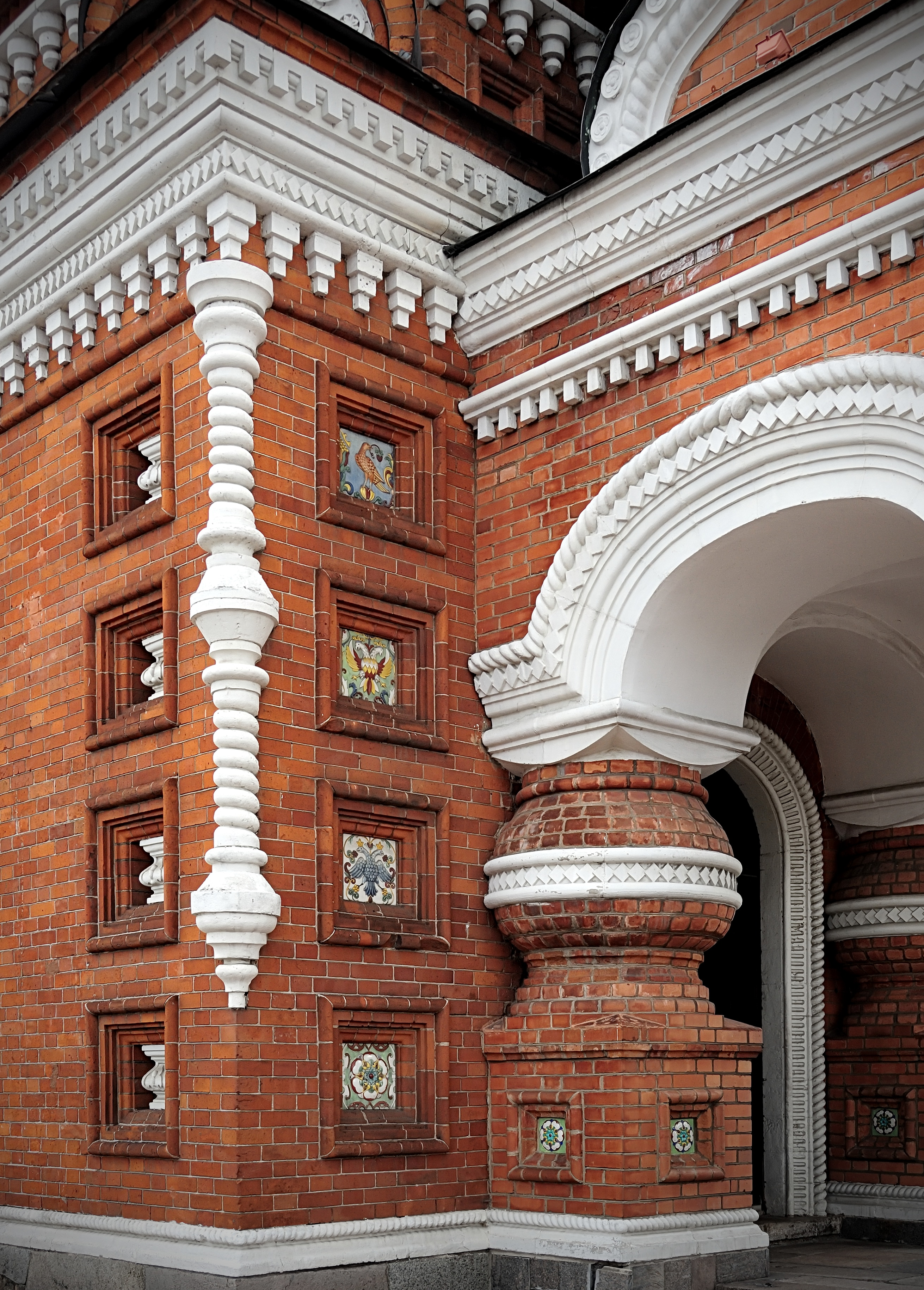
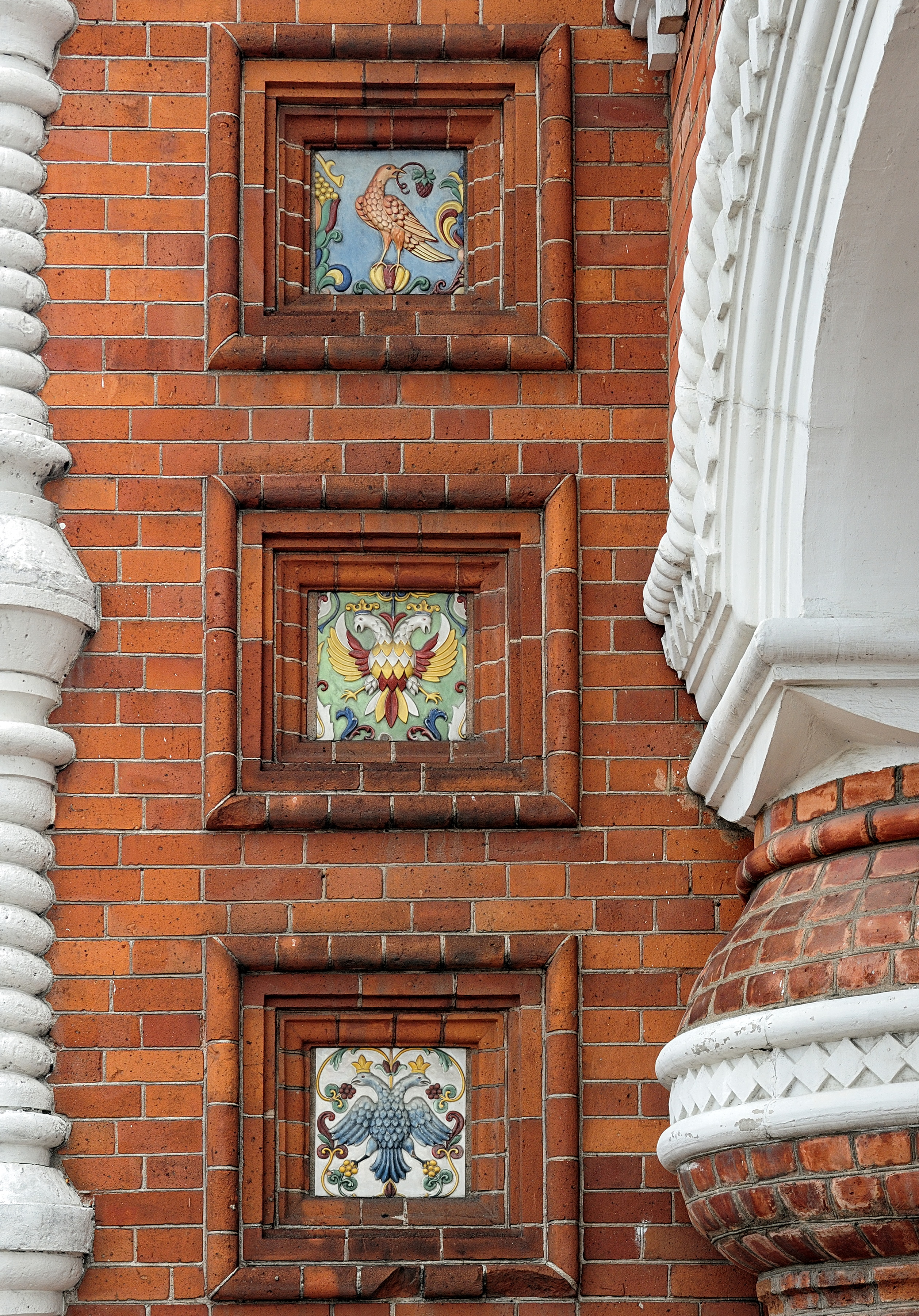
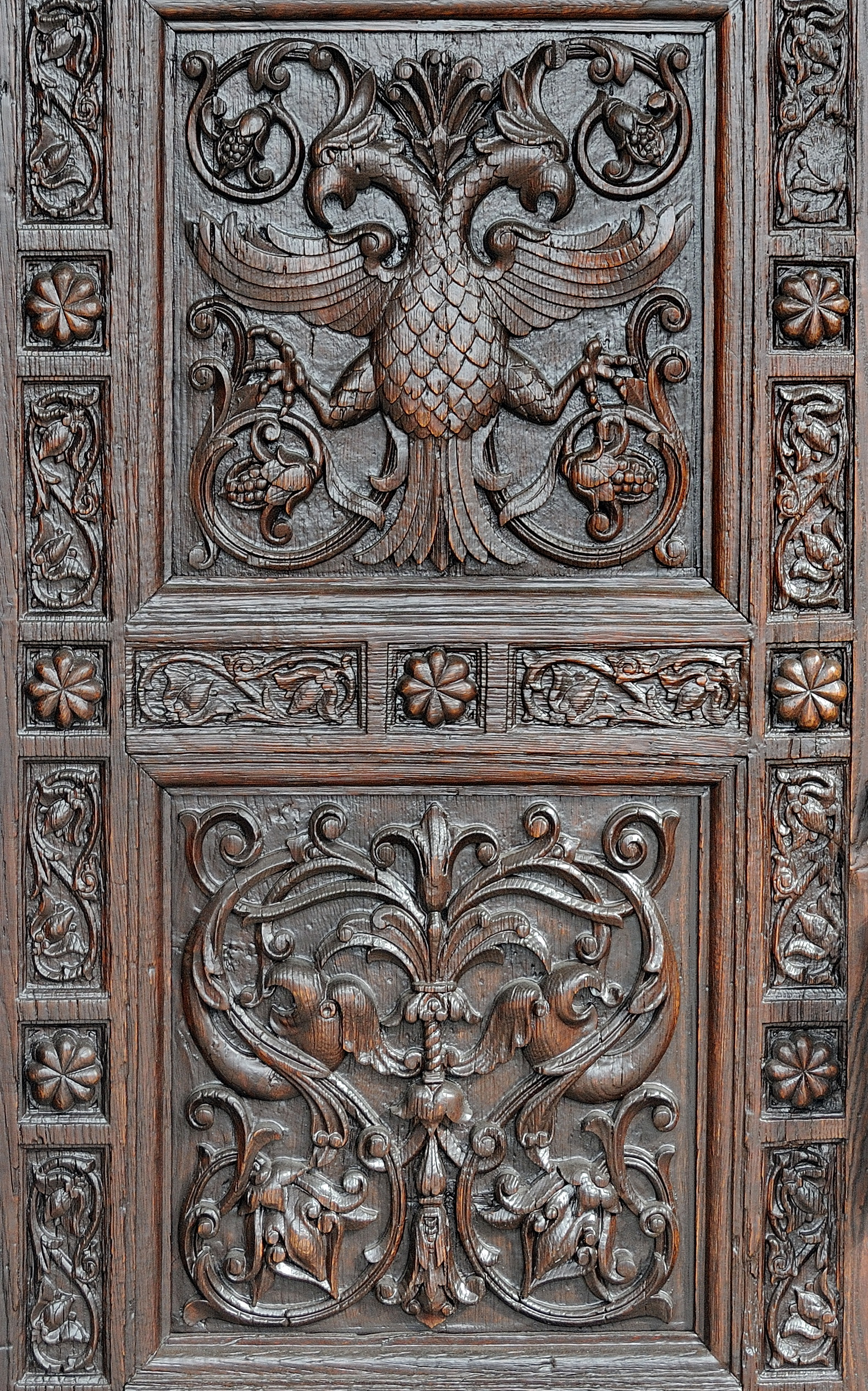